# Rebeka
A Rebeka (héberül: רבקה) héber eredetű női név, a jelentése bizonytalan, a legvalószínűbb értelmezése szerint üsző, de más megfejtések szerint jól táplált. 

## Gyakorisága
Az 1990-es években igen gyakori név lett, a 2000-es években a 22-30. leggyakoribb női név.

## Névnapok
- március 9.[2]
- szeptember 2.[2]

## Híres Rebekák
- Szabó Rebeka biológus, ökológus, politikus
- Gyulay Rebeka fitnesz-Európa-bajnok
- Rebecca Hall angol színésznő
- Rebekka Bakken norvég dzsesszénekesnő
- Rebekka Hammon amerikai származású orosz kosárlabdázó
- Rebecca Njau kenyai írónő
- Rebecca Soni magyar származású amerikai úszónő
- Rebecca Lavelle ausztrál énekesnő
- Rebecca Black amerikai énekes
- Rebecca Ferguson svéd színésznő

## Egyéb
- Rebeka, Uhrin Benedek-dal
- Arany János Vörös Rébék című balladájának címszereplője